# إيمانويل أرسان
ماريا روليه-أندريان سابقا ماريا كراساسين (بالتايلندية: มารยาท กระแสสินธุ์) ولدت مرايات بيبهيت ((بالتايلندية: มารยาท พิพิธ)؛ ولدت في 19 يناير 1932 - 12 يونيو 2005)، عرفت باسم إيمانويل أرسان، كاتبة روائية فرنسية من أصل تايلاندي، اشتهرت عن رواية إيمانويل التي تتميز بشخصية إيمانويل، وهي امرأة تقوم برحلة اكتشاف ذاتها الجنسية في ظل ظروف مختلفة. قطعت طريقًا من خلال ذلك جعلتها رمزًا للتحرير الجنسي. ومع ذلك فإننا نعرف القليل عنها، وربما نصف يعرف عنها ربما أساطير.

## نشأتها
ولدت مرايات بيبهيت في 19 يناير 1932 في بانكوك، تايلاند، لعائلة سيامية أرستقراطية مرتبطة ارتباطًا وثيقًا بالعائلة المالكة. كان منزل عائلة مرايات في منطقة إيكاماي الغنية بالعاصمة التايلاندية، حيث اكتشفت طبيعتها جنسيتها بصحبة شقيقتها الصغيرة فاسانا
بعد التحاقها بالمدرسة الابتدائية في تايلاند، تم إرسال مرايات من قبل والديها إلى سويسرا لمواصلة دراستها في مدرسة داخلية تابعة لمعهد لي روزي الانتقائي للغاية، وتقع في رول، كانتون فود. عرضت المدرسة تعليماً ثنائي اللغة الإنجليزية والفرنسية لأبناء النخبة الدولية. في كرة عام 1948 ، التقت مرايات البالغة من العمر 16 عامًا للمرة الأولى بزوجها المستقبلي، الدبلوماسي الفرنسي لويس جاك روليت أندريان، البالغ من العمر 30 عامًا. على الرغم من أنه كان حبًا من النظرة الأولى، إلا أنهم لم يتزوجوا حتى عام 1956 ، ثم استقروا في تايلاند، حيث منح لويس جاك وظيفة دبلوماسية في بعثة اليونسكو في بانكوك.
كانت بانكوك في أواخر الخمسينات من القرن الماضي مدينة صغيرة نسبيًا وسرية ومحترمة للغاية. لم يكن بعد الدعارة علانيه كما ستصبح خلال منتصف الستينيات وأوائل السبعينيات. التغيير الذي يرجع جزئيا إلى حرب فيتنام، عندما حلت قواعد القوات الجوية الأمريكية في تايلاند، وفاضت شوارع العاصمة بحثًا عن الجنس الرخيص. وسرعان ما تبعهم السياح الغربيون.

## المرض والموت
في عام 2001 ، مرضت مريات فجأة. وقد تم تشخيصها بأنها مصابة تصلب الجلد المجموعي ، وهو مرض وراثي نادر وغير قابل للشفاء أول من أعطاها مشكلة 20 سنة. تؤثر بسرعة حركتها. تدهورت حالتها الصحية عندما تلا ذلك الغرغرينا بسرعة، وكان من الضروري بتر ساقيها فوق الركبة. لذلك عولجت في المنزل من قبل ممرضة خاصة. توفيت مرايات روليت أندريان في 12 يونيو 2005 في شانتيلوف، 73 عامًا. توفي زوجها لويس جاك روليه أندريان بعد ثلاث سنوات، في أبريل 2008.

## روابط خارجية
- إيمانويل أرسان على موقع IMDb (الإنجليزية)
- إيمانويل أرسان على موقع ألو سيني (الفرنسية)
- إيمانويل أرسان على موقع أول موفي (الإنجليزية)
- إيمانويل أرسان على موقع قاعدة بيانات الأفلام السويدية (السويدية)
- إيمانويل أرسان على موقع ديسكوغز (الإنجليزية)
- إيمانويل أرسان على موقع قاعدة بيانات الفيلم (الإنجليزية)
- إيمانويل أرسان على موقع كينوبويسك (الروسية)